# Pocketful of Miracles
Pocketful of Miracles (en Argentina, Milagro por un día; en España, Un gánster para un milagro) es una película estadounidense de 1961, del género de comedia, dirigida por Frank Capra. Contó con la actuación de Glenn Ford, Bette Davis, Peter Falk, Hope Lange, Thomas Mitchell, Ann-Margret, Edward Everett Horton, Jack Elam y Arthur O'Connell en los papeles principales. Es la segunda versión dirigida por Capra sobre el mismo argumento: la primera fue Dama por un día (1933).
Glenn Ford recibió el premio Globo de Oro al mejor actor - Comedia o musical. 

## Argumento
Apple Annie (Bette Davis) es una pobre y alcoholizada vendedora de manzanas en Broadway, Nueva York, durante el período de la Ley seca, que tiene como mejor cliente a un supersticioso gánster, Dave "the Dude" (Glenn Ford).
Asimismo, Annie, que vive casi en la indigencia, mantiene una engañosa correspondencia con su hija Louise (Ann-Margret) - que ha sido educada en un convento en España desde la niñez-, en la que le cuenta que es una dama de la alta sociedad neoyorquina. La situación cambia, cuando su hija le anuncia que viajará a visitarla acompañada de su novio, Carlos Romero (Peter Mann) y su aristócrata padre, el conde Alfonso Romero (Arthur O'Connell). Viendo que su mentira va a ser desvelada, Annie le cuenta su problema a Dave "the Dude", buscando su ayuda.

## Comentarios
Peter Falk fue candidato al Premio Oscar al mejor actor de reparto.
La película también fue candidata a los premios al mejor vestuario y a la mejor música.
Fue el debut cinematográfico de Ann-Margret. Fue la última película de Thomas Mitchell.
En la versión doblada para España, se cambian los orígenes y nombres de los personajes que interpretan Arthur O'Connell y Peter Mann, pasan de ser españoles a ser italianos, concretamente de Venecia, sus nombres pasan a ser respectivamente Vittorio Rómulo y Carlos Rómulo, se da el caso que en uno de los fotogramas se puede ver la bandera de la República Española que adorna el coche del embajador al cual también cambian de nombre de Cortez pasa a llamarse Conti.

## Crítica
Es un cuento en el que la bondad y la esperanza están a flor de piel.
Una obra de Capra que siempre deja ese regusto de satisfacción, por supuesto regado de lágrimas de felicidad.
Bette Davis demuestra en esta película que es una gran actriz: cambia de registro con una naturalidad digna de las grandes estrellas.
Los actores impresionantes y muy conocidos, hay algún que otro golpe de humor de la mano de Joy Boy (Peter Falk). La película destaca por el guion, el vestuario y el maquillaje. 
La idea general de que una mujer puede cambiar de la noche a la mañana es muy clara.